# Кешакс
Кешакс (фр. Caychax) је насељено место у Француској у региону Миди Пирене, у департману Арјеж.
По подацима из 2011. године у општини је живело 13 становника, а густина насељености је износила 2,3 становника/km².

## Демографија
| 1962. | 1968. | 1975. | 1982. | 1990. | 2011. |
| ----- | ----- | ----- | ----- | ----- | ----- |
| 44    | 35    | 22    | 28    | 19    | 13    |